# Wim Warman

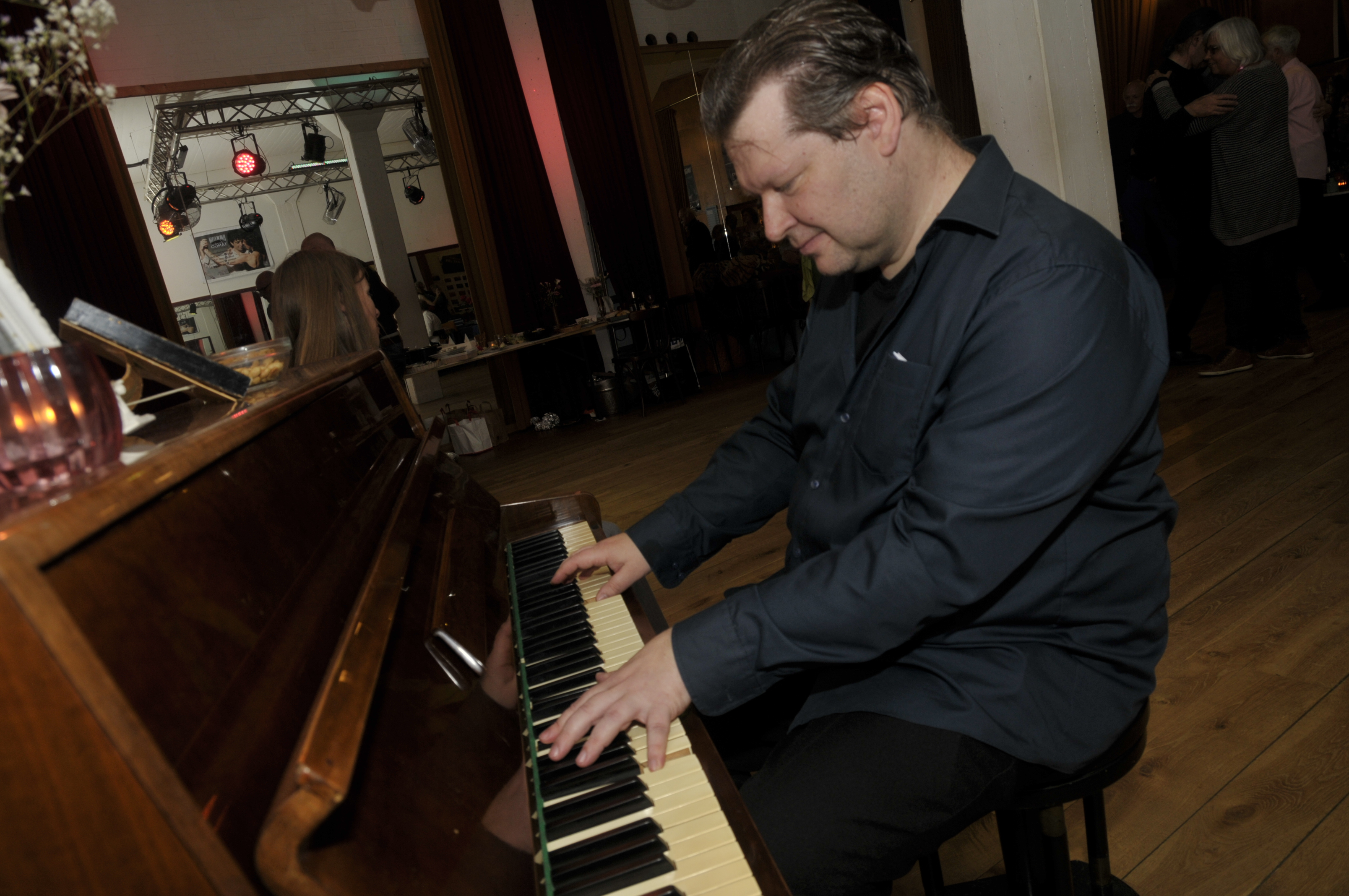
Wim Warman

Wim Warman (Rotterdam, 27 juni 1969) is een Nederlandse componist, arrangeur en muziekpedagoog. Hij speelt piano en soms hammondorgel in verschillende genres.

## Studies
Wim Warman studeerde aan het Rotterdams Conservatorium van 1986 tot 1993. Zijn hoofdvak was hammondorgel en hij ontwikkelde daarnaast een eigen pianostijl in verschillende genres. In 1992 behaalde hij zijn diploma Docerend Musicus aan het conservatorium. In 1993 behaalde hij zijn diploma Uitvoerend Musicus.

## Werk
Van 1992 tot 1995 speelde Wim in verschillende bands, waaronder zijn eigen band 'Why Not?!' (Latin-fusion trio). Van augustus 1995 tot februari 1999 was hij pianist van het tango orkest Sexteto Canyengue, dat opgericht was door Leo Vervelde en Carel Kraayenhof, en waarmee hij de wereld rondtourde. Twee hoogtepunten waren het optreden op het Montreal Jazz Festival in Canada in 1996 en op het Fringe Festival in Edinburgh, Schotland in 1997. Van 1993 tot 1997 heeft hij met zanger Dave Benton gezamenlijk optredes gedaan en producties gemaakt. Dave Benton emigreerde later naar Estland, waar hij zijn carrière voortzette en het Eurovisiesongfestival won in 2001.
Wim Warman is nu docent aan het CODARTS, Hogeschool voor de Kunsten voor de vakgroep Argentijnse Tango. Hij onderwijst piano, harmonie, transcriptie en improvisatie. Met Gran Orquesta Típica OTRA van deze vakgroep trad hij op op het Tango festival in Buenos Aires, Argentinië in het Teatro El Dorrego en Teatro de la Ribera.
Daarnaast heeft hij nog samengewerkt met dichter Simon Vinkenoog, percussionist Martin Verdonk, bassist Richard Bona en cellist Yo-Yo Ma (met Sexteto Canyengue bij Han Reiziger)
Arrangeerde voor de in 2018 uitgebrachte CD "Tango Cosmopolita" van Omar Mollo & Gran Orquesta Típica OTRA. Heeft ook diverse stukken op piano gespeeld op deze CD.
Ook zijn compositie "Colores de Tango" staat hier op. Deze CD werd in 2018 genomineerd voor de prestigieuze Latin-Grammy Award voor "beste Tango-CD van de wereld".
Hoewel de CD net niet de winnaar werd, won de CD in Buenos Aires in 2019 de even prestigieuze Carlos Gardel Award.
In januari 2022 trad Warman toe tot het artistieke team van het inmiddels groot uitgegroeide Dutch International Tangoweek en werkt als artistiek adviseur nauw samen met festivaldirecteur Frank Perquin en mede-artistiek adviseur Omar Mollo. Warman is actief met arrangeren voor diverse groepen in dit festival en speelt zelf ook in enkele van deze groepen.
Projecten van Wim Warman:
- TangoZZs & More (met Ruud Bergamin op saxofoon, Ruzana Tsymbalova op viool en Santiago Cimadevilla op bandoneón)
- Trio Stuarda (met Ruud Bergamin op saxofoon en Waldin Roes als sopraanvocaliste)
- Arrangeur van Musica Extrema (o.a. Mattheus Passion, Missa Hollandia, deel van Café du Monde, gezongen door Joke Bruijs)
- Solo Pianist
- Artistic advisor for the Dutch International Tangoweek
- Cosmic Promise, popcompositie project met tekstschrijver Arie Visser
- Meditatiemuziek project
- Sextet TangoZZs & World met saxofonist Ruud Bergamin, violiste Ruzana Tsymbalova, accordeoniste Helena Sousa Estévez, bassiste Alejandra Rony en percussionist Alper Kekeç
- Andaluz met Ruben van Rompaey (percussie), Rutger van Rompaey (gitaar en zang) en Taco Nieuwenhuizen Segaar (basgitaar)

## Discografie

### Cd's
- Sense: Jiddische Sjmoesmuziek, 1994 (begeleidingsband Yevarechecha en arrangementen).
- Dave Benton: 30th Anniversary, 1995.
- Sexteto Canyengue: Tangueros de Holanda, 1997 (speelde piano en schreef: "Colores de Tango").
- Sexteto Canyengue: Cinco Tangos de Astor Piazzolla, 1998 (piano).
- Vincent van Warmerdam: Ocho, 1997 (piano en hammondorgel).
- Ilona Cèchova: Oranjebloesem, 2001 (arrangeerde en speelde piano, schreef Sleutelmilonga).
- Tim van der Sluijs: Stad vol gekken, 2001 (piano en keyboards).
- Eigen productie: The Forest, 2002.
- Eigen productie: Cuando la luz aparece, 2004.
- Eigen productie: Brisa, 2009.
- Eigen productie: TangoZZs, 2011 (duo-live-cd, samen met saxofonist Ruud Bergamin)
- Melle Band: Niemand kent iemand, 2012 (piano en midi-bas).
- Eigen productie: TangoZZs & More - Live at the Toonzaal, 2015 (live-cd)
- Eigen productie: Tocar - Birds of Paradise, 2015 (Latin/Jazz/Fusion)
- Omar Mollo & OTRA: Tango Cosmopolita, 2018 (Argentijnse Tango) Omar Mollo (zang), Gran Orquesta Típica OTRA (groot tango orkest)
- TangoZZs & World: Dancing With The Classics, 2024 (Klassiek, Tango, Jazz, Latin)

### Singles
- The Mango Masters: Salsolé, 1999 (compositie en muzikale medewerking)
- Sunblock: Get the love (Get da love), 1999 (compositie en muzikale medewerking)
- T.K.O.: Bing Bing (Lekker ding), 1999 (compositie en muzikale medewerking)
- Wim Warman: Moods of Meditation, 2023 (compositie en muzikale uitvoering)
- Wim Warman: A Journey of Meditation, 2023 (compositie en muzikale uitvoering)
- Wim Warman: Mystic Silence (Meditation III), 2023 (compositie en muzikale uitvoering)